# Blackwell (Oklahoma)
Blackwell és una ciutat dels Estats Units a l'estat d'Oklahoma. Segons el cens del 2000 tenia 7.668 habitants.

## Demografia
Segons el cens del 2000, Blackwell tenia 7.668 habitants, 3.064 habitatges, i 2.086 famílies. La densitat de població era de 543,2 habitants per km².
Dels 3.064 habitatges en un 32,1% hi vivien nens de menys de 18 anys, en un 54,1% hi vivien parelles casades, en un 9,9% dones solteres, i en un 31,9% no eren unitats familiars. En el 28,8% dels habitatges hi vivien persones soles el 15,1% de les quals corresponia a persones de 65 anys o més que vivien soles. El nombre mitjà de persones vivint en cada habitatge era de 2,46 i el nombre mitjà de persones que vivien en cada família era de 3,01.
Per edats la població es repartia de la següent manera: un 27% tenia menys de 18 anys, un 9% entre 18 i 24, un 23,9% entre 25 i 44, un 21,5% de 45 a 60 i un 18,6% 65 anys o més.
L'edat mediana era de 38 anys. Per cada 100 dones de 18 o més anys hi havia 88,7 homes.
La renda mediana per habitatge era de 25.835 $ i la renda mediana per família de 31.540 $. Els homes tenien una renda mediana de 25.202 $ mentre que les dones 16.704 $. La renda per capita de la població era de 13.558 $. Entorn del 13,1% de les famílies i el 17,1% de la població estaven per davall del llindar de pobresa.

## Poblacions més properes
El següent diagrama mostra les poblacions més properes.